# صبير أسطواني
صبير أسطواني (الاسم العلمي:Opuntia cylindrica) هو نوع من النباتات يتبع جنس الصبير من الفصيلة الصبارية.